# Emersonn
Emersonn Correia da Silva (Cachoeiro de Itapemirim, 16 luglio 2004) è un calciatore brasiliano, attaccante del Göztepe.

## Carriera

### Club
Emersonn è cresciuto nel settore giovanile dell'Athl. Paranaense, dove ha firmato il suo primo contratto professionistico nel giugno del 2021. Nell'ottobre del 2022 ha subito una lesione al legamento crociato che lo ha tenuto fuori fino a metà dell'anno seguente.
Ha debuttato in prima squadra il 20 giugno 2024 nell'incontro di Série A vinto 1-0 contro il Vitória.

### Nazionale
Ha giocato nella nazionale brasiliana Under-15.

## Statistiche

### Presenze e reti nei club
Statistiche aggiornate al 23 ottobre 2024.
| Stagione        | Squadra          | Campionato      | Campionato | Campionato | Coppe nazionali | Coppe nazionali | Coppe nazionali | Coppe continentali | Coppe continentali | Coppe continentali | Altre coppe | Altre coppe | Altre coppe | Totale | Totale | Totale |
| Stagione        | Squadra          | Comp            | Pres       | Reti       | Comp            | Pres            | Reti            | Comp               | Pres               | Reti               | Comp        | Pres        | Reti        | Pres   | Reti   |        |
| --------------- | ---------------- | --------------- | ---------- | ---------- | --------------- | --------------- | --------------- | ------------------ | ------------------ | ------------------ | ----------- | ----------- | ----------- | ------ | ------ | ------ |
| 2024            | Athl. Paranaense | A1/PR+A         | 0+5        | 0          | CB              | 0               | 0               | CS                 | 0                  | 0                  |             | -           | -           | 5      | 0      |        |
| Totale carriera | Totale carriera  | Totale carriera | 5          | 0          |                 | 0               | 0               |                    | 0                  | 0                  |             | -           | -           | 5      | 0      |        |